# Wow assingi
Wow assingi (лат.) — вид коротконадкрылых жуков, единственный в составе рода Wow и трибы Wowini из подсемейства Aleocharinae. Эндемики Китая (Юньнань).

## Этимология
Вид W. assingi назван в честь немецкого колеоптеролога Волкера Ассинга (Volker Assing, 1956—2022), который был известным специалистом по палеарктическим Staphylinidae, включая Aleocharinae. Родовое название Wow (существительное) отражает первое впечатление авторов открытия («Вау!») при виде этого необычного жука.

## Описание
Мелкие жуки, длина тела около 5 мм. Тело самца сильно уплощенное и стройное, умбра коричневая, за исключением более светлых придатков (но усиковые жгутики инфузорные от дистальной половины антенномера 3) и заднего края VII тергита брюшка; кутикула матовая на голове, переднеспинке и надкрыльях, слабо блестящая на брюшке; волоски немного светлее кутикулы. Антенны короче тела, но значительно длиннее головы и торакса вместе взятых, геникулированы. Скапус заметно удлиненный и булавовидный, значительно длиннее головы, шире дистально у середины. Жгутик почти нитевидный, антенномер 11 асимметричный. Голова с коротким и узким заднезатылочным воротничком (= «шейкой»), заднезатылочный «шов» и подглазничный гребень (= затылочный «шов») не различимы при вентральном виде. Формула щупиков 4—3. Формула члеников лапок 4—4—4.
Для этого рода и трибы характерна следующая уникальная комбинация признаков: нижнечелюстные щупики с псевдосегментом; губные щупики тримерные с большим пальпомером 3, апикально расширенным; лигула неразделенная, широко субконическая с широко закругленной вершиной, сильно склеротизованная; латеральные доли лабиальной аподемы (компонент «r» прементального склерита) короткие; прелабиум с двумя парами медиальных волосков, вставленных в обратно-каплевидную срединную прементальную склеротизацию (возможная аутапоморфия); проторакальный гипомерон полностью обнажен в задней половине при виде сбоку; мезококсальные остатки не разделены, с мезовентральным и передним метавентральным межмезококсальными отростками, оба короткие, субтреугольные и заостренные на вершинах.

## Систематика
Вид Wow assingi и род Wow были описаны в 2023 году и выделены в отдельную трибу Wowini в составе Aleocharinae. В качестве рабочей гипотезы предлагается возможное близкое родство новой трибы с Oxypodinini и обсуждается параллельная эволюция необычных цефалических преобразований между Wowini и Keratodegnathus из трибы Lomechusini.